# Goṙ Manvelyan
Goṙ Manvelyan (in armeno Գոռ Մանվելյան?, traslitterazione anglosassone: Gor Manvelyan; Step'anakert, 9 aprile 2002) è un calciatore armeno con cittadinanza francese attaccante del Noah e della nazionale armena.

## Caratteristiche
Inizialmente era un Centrocampista versatile, ruolo con la quale si è messo in mostra nel settore giovanile del Nantes.
È poi salito alla ribalta come falso nueve, segnando più gol e venendo descritto come un calciatore calmo, bravo sotto pressione e tecnicamente che compensa la sua scarsa velocità con una gran visione di gioco.

## Carriera

### Club

#### Nantes
Nato in Armenia a Step'anakert, si trasferisce con la famiglia in Francia da piccolo, crescendo a Pont-Hébert. Qui, inizia a giocsre a calcio, militando per Sainte-Croix Saint-Lô, Saint-Lô e Granville, prima di entrare nel 2015 nel settore giovanile del Nantes.
Con i giovani del Nantes si mette in mostra in tutte le categorie giovanili: nel 2018-2019 vince il campionato di categoria con l’Under-17, l'anno successivo con 22 reti totali si rivela il capocannoniere dell'Under-19 di Stéphane Ziani e nel 2020 debutta con la squadra riserve in National 2.
Il 22 aprile 2021 firma il primo contratto da professionista con les nantaise; ma trova il debutto in prima squadra soltanto il 2 gennaio successivo, in occasione di una gara di Coppa di Francia contro il Vitré. Proprio in virtù di quella presenza, a fine stagione si fregia del titolo di campione della coppa di Francia, dopo il successivo nella vittoriosa finale contro il Nizza.
La stagione successiva viene aggregato ufficialmente in prima squadra, senza tuttavia giocare.

#### Noah
Il 12 settembre 2023 lascia il Nantes e torna in patria, firmando un contratto con il Noah.
Debutta con il nuovo club subito, appena tre giorni dopo, nella sconfitta di misura per 4-3 contro l'Ararat-Armenia.
Inizialmente parte delle seconde linee del club, a partire da novembre diviene titolare, trovando anche il primo gol con la nuova maglia contro il West Armenia.
Conclude la stagione contribuendo, con tre gol in 24 presenze, al raggiungimento del secondo posto in campionato con conseguente qualificazione ai preliminari di UEFA Conference League.
Proprio nei preliminari di quest'ultima competizione l'11 luglio 2023 fa il proprio debutto contro i macedoni dello Škendija; mentre il 20 agosto contro il Ružomberok trova la prima rete in campo internazionale.

### Nazionale
Convocato per la prima volta in nazionale nel maggio 2024 per una amichevole contro il Kazakistan, trova il debutto nel settembre successivo, subentrando ad André Calisir nel finale della gara di UEFA Nations League contro la Macedonia del Nord persa 2-0.
Il mese dopo, alle seconda presenza assoluta trova la prima rete in nazionale, quella che vale il pareggio nella gara di Nations League contro le Fær Øer del 10 ottobre 2024.

## Statistiche

### Presenze e reti nei club
Statistiche aggiornate al 9 marzo 2025.
| Stagione        | Squadra         | Campionato      | Campionato | Campionato | Coppe nazionali | Coppe nazionali | Coppe nazionali | Coppe continentali | Coppe continentali | Coppe continentali | Altre coppe | Altre coppe | Altre coppe | Totale | Totale | Totale |
| Stagione        | Squadra         | Comp            | Pres       | Reti       | Comp            | Pres            | Reti            | Comp               | Pres               | Reti               | Comp        | Pres        | Reti        | Pres   | Reti   |        |
| --------------- | --------------- | --------------- | ---------- | ---------- | --------------- | --------------- | --------------- | ------------------ | ------------------ | ------------------ | ----------- | ----------- | ----------- | ------ | ------ | ------ |
| 2020-2021       | Nantes 2        | N2              | 3          | 0          | -               | -               | -               | -                  | -                  | -                  | -           | -           | -           | 3      | 0      |        |
| 2021-2022       | Nantes 2        | N2              | 18         | 1          | -               | -               | -               | -                  | -                  | -                  | -           | -           | -           | 18     | 1      |        |
| 2022-2023       | Nantes 2        | N2              | 11         | 3          | -               | -               | -               | -                  | -                  | -                  | -           | -           | -           | 11     | 3      |        |
| Totale Nantes 2 | Totale Nantes 2 | Totale Nantes 2 | 32         | 4          |                 | 0               | 0               |                    | 0                  | 0                  |             | -           | -           | 32     | 4      |        |
| 2021-2022       | Nantes          | L1              | 0          | 0          | CF              | 1               | 0               | -                  | -                  | -                  | -           | -           | -           | 1      | 0      |        |
| 2022-2023       | Nantes          | L1              | 0          | 0          | CF              | 0               | 0               | UEL                | 0                  | 0                  | SF          | 0           | 0           | 0      | 0      |        |
| lug.-set. 2023  | Nantes          | L1              | 0          | 0          | CF              | -               | -               | -                  | -                  | -                  | -           | -           | -           | 0      | 0      |        |
| Totale Nantes   | Totale Nantes   | Totale Nantes   | 0          | 0          |                 | 1               | 0               |                    | 0                  | 0                  |             | -           | -           | 1      | 0      |        |
| set. 2023-2024  | Noah            | BC              | 21         | 3          | CA              | 2               | 0               | -                  | -                  | -                  | -           | -           | -           | 23     | 3      |        |
| 2024-2025       | Noah            | BC              | 14         | 1          | CA              | 2               | 1               | UECL               | 12                 | 1                  | -           | -           | -           | 28     | 3      |        |
| Totale Noah     | Totale Noah     | Totale Noah     | 35         | 4          |                 | 4               | 1               |                    | 12                 | 1                  |             | -           | -           | 51     | 6      |        |
| Totale carriera | Totale carriera | Totale carriera | 67         | 8          |                 | 5               | 1               |                    | 12                 | 1                  |             | -           | -           | 84     | 10     |        |

### Cronologia presenze e reti in nazionale
| Cronologia completa delle presenze e delle reti in nazionale ― Armenia | Cronologia completa delle presenze e delle reti in nazionale ― Armenia | Cronologia completa delle presenze e delle reti in nazionale ― Armenia | Cronologia completa delle presenze e delle reti in nazionale ― Armenia | Cronologia completa delle presenze e delle reti in nazionale ― Armenia | Cronologia completa delle presenze e delle reti in nazionale ― Armenia | Cronologia completa delle presenze e delle reti in nazionale ― Armenia | Cronologia completa delle presenze e delle reti in nazionale ― Armenia |
| Data                                                                   | Città                                                                  | In casa                                                                | Risultato                                                              | Ospiti                                                                 | Competizione                                                           | Reti                                                                   | Note                                                                   |
| ---------------------------------------------------------------------- | ---------------------------------------------------------------------- | ---------------------------------------------------------------------- | ---------------------------------------------------------------------- | ---------------------------------------------------------------------- | ---------------------------------------------------------------------- | ---------------------------------------------------------------------- | ---------------------------------------------------------------------- |
| 10-9-2024                                                              | Skopje                                                                 | Macedonia del Nord                                                     | 2 – 0                                                                  | Armenia                                                                | UEFA Nations League 2024-2025 - 1º turno                               | -                                                                      | 86’                                                                    |
| 10-10-2024                                                             | Tórshavn                                                               | Fær Øer                                                                | 2 – 2                                                                  | Armenia                                                                | UEFA Nations League 2024-2025 - 1º turno                               | 1                                                                      | 86’                                                                    |
| 13-10-2024                                                             | Erevan                                                                 | Armenia                                                                | 0 – 2                                                                  | Macedonia del Nord                                                     | UEFA Nations League 2024-2025 - 1º turno                               | -                                                                      | 80’                                                                    |
| 14-11-2024                                                             | Erevan                                                                 | Armenia                                                                | 0 – 1                                                                  | Fær Øer                                                                | UEFA Nations League 2024-2025 - 1º turno                               | -                                                                      | 85’                                                                    |
| 17-11-2024                                                             | Riga                                                                   | Lettonia                                                               | 1 – 2                                                                  | Armenia                                                                | UEFA Nations League 2024-2025 - 1º turno                               | -                                                                      | 46’                                                                    |
| 20-3-2025                                                              | Erevan                                                                 | Armenia                                                                | 0 – 3                                                                  | Georgia                                                                | UEFA Nations League 2024-2025 - Play-off                               | -                                                                      | 46’                                                                    |
| 6-6-2025                                                               | Pristina                                                               | Kosovo                                                                 | 5 – 2                                                                  | Armenia                                                                | Amichevole                                                             | -                                                                      | 46’                                                                    |
| Totale                                                                 |                                                                        | Presenze                                                               | 7                                                                      |                                                                        | Reti                                                                   | 1                                                                      |                                                                        |

## Palmarès

### Club

#### Competizioni giovanili
- Championnat National U17: 1

Nantes: 2018-2019

#### Competizioni nazionali
- Coppa di Francia: 1

Nantes: 2021-2022
- Campionato armeno: 1

Noah: 2024-2025
- Coppa d'Armenia: 1

Noah: 2024-2025